# カワサキ・ZFX
カワサキ・ZFX（ゼットエフエックス）とは、カワサキが、かつて世界各国向けに製造・発売していたモーターサイクルシリーズの国内向け商品名である。当時の主な車輌販売地域は、北米、欧州、および日本を含む東南アジア地域であった。各国向けに多くの仕様があるが、FXというネーミングは日本国内でのみ使用され、「Z○○○」ないし「KZ○○○」の車名で販売された（○○○は排気量クラスのナンバリングが相当）。

## モデル一覧

### 250ccクラス

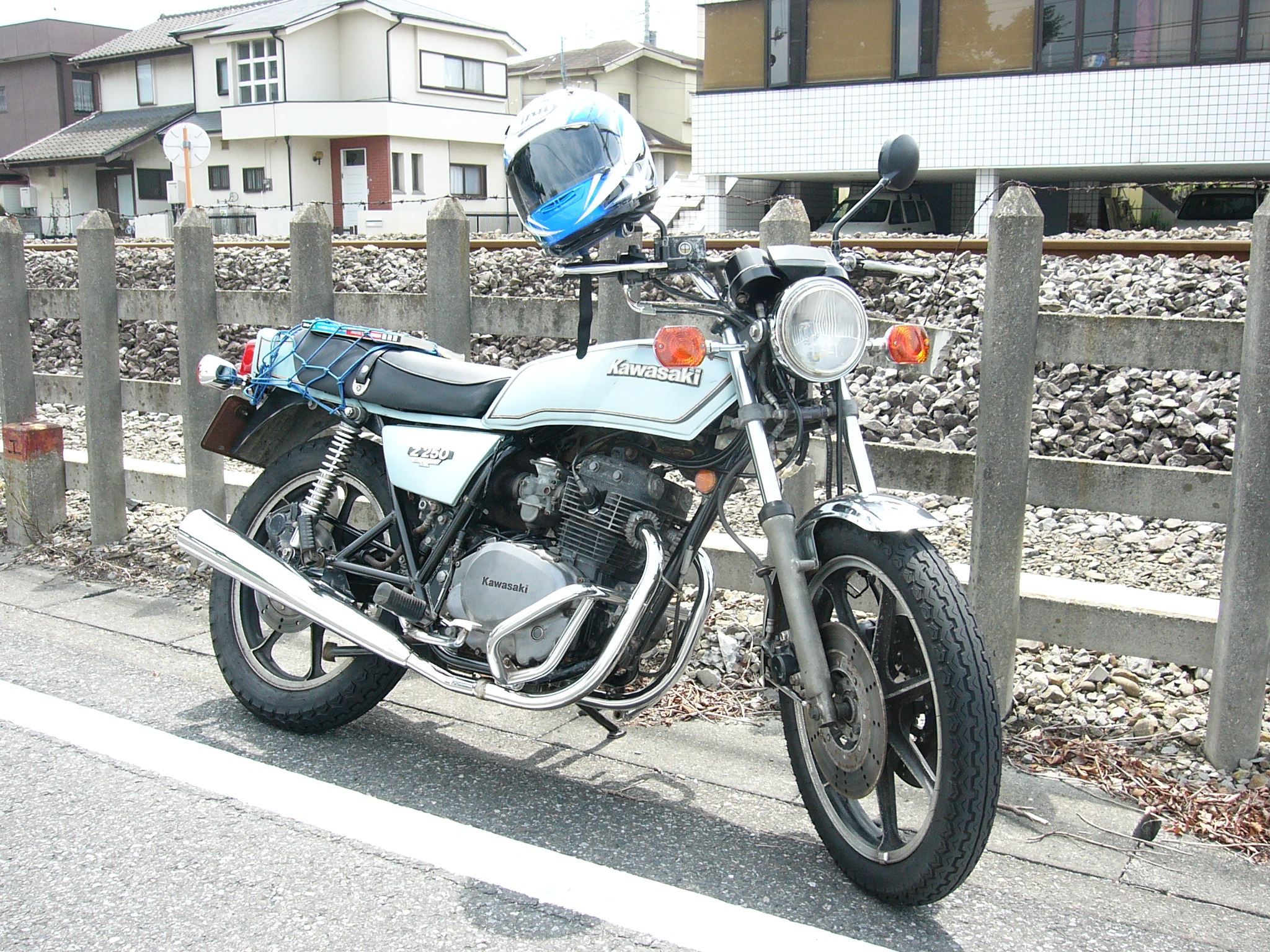
Z250FT（1979年式）

- Z250FT - FXシリーズの中で唯一のSOHC2気筒エンジン搭載車種。1979年当時の直線を基調としたカワサキ車の基本デザインを踏襲している。250cc専用設計のコンパクトさから手軽なスポーツバイクとして人気車となる。販売地域は日本と欧州のみで、北米では発売されなかった。
- Z250B - 欧州仕様のZ250FT（Z250A）の派生車種であり、前後スポークホイールと前後ドラムブレーキを採用した廉価モデル。欧州のみで販売され、日本と北米では発売されなかった。

### 400cc - 600ccクラス

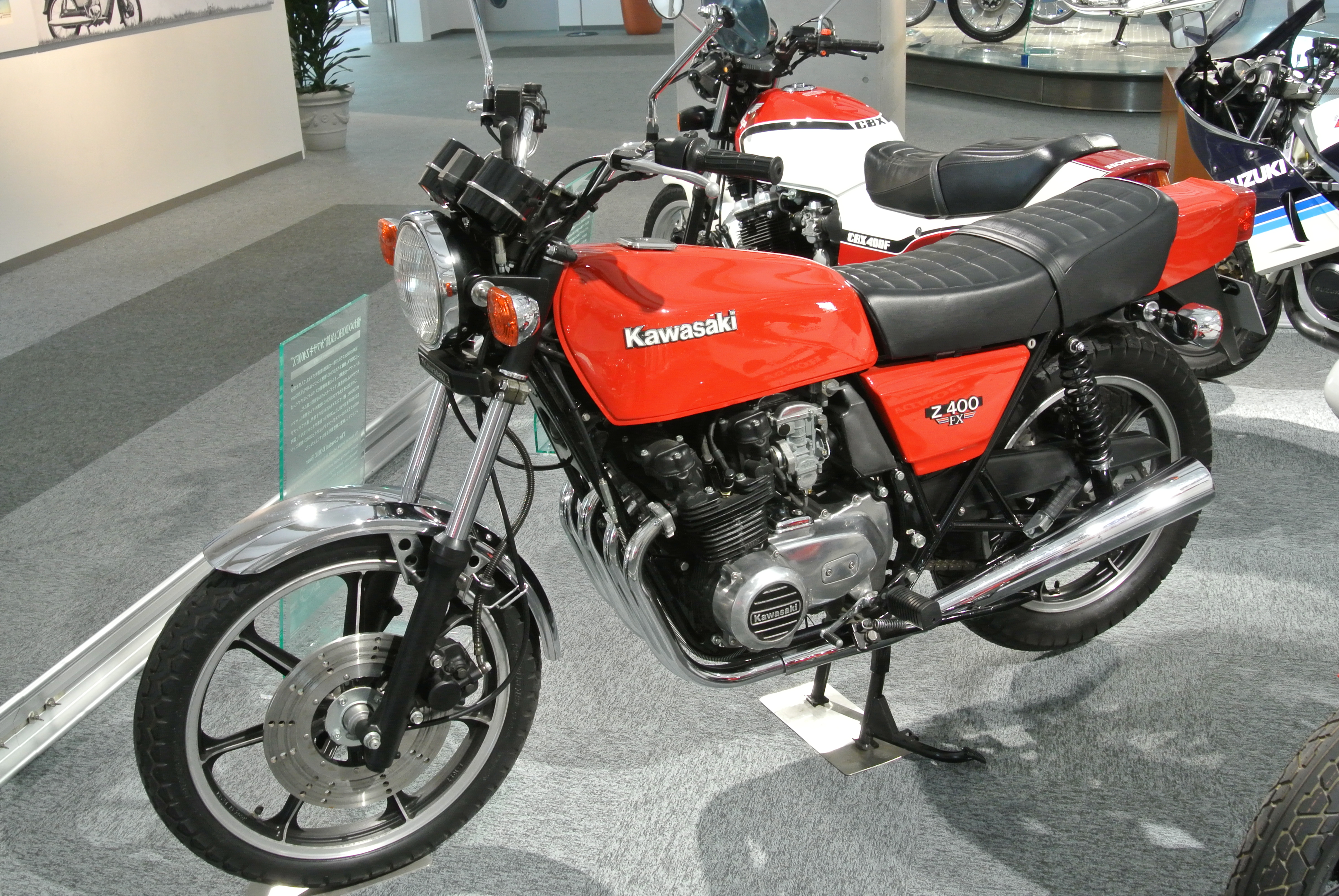
Z400FX（1979年式）

- Z400FX - Z500をベースに日本国内の免許制度に合わせて排気量ダウンを行ったモデル。1979年より1983年に渡って生産され、E1からE4、E4A、E4Bのマイナーチェンジバージョンがある。
- Z400J - 輸出専用車種となるZ400FXの廉価モデル。欧州向けはフロントブレーキがダブルディスクでリヤブレーキをドラム。北米向けのKZ400Jでは、前期型のフロントブレーキはシングルで後期型はダブル、リアブレーキはともにドラム仕様となる。
- Z500（英語版） - 欧州市場で先行発売されたZ400FXのベースモデル。日本、北米では未発売。
- Z550FX（英語版） - Z500ベースに排気量アップを行ったモデル。前輪ダブルディスク、前輪シングルディスク、後輪ドラムブレーキなど、各国向けにさまざまなバージョンがある。そのうち日本でZ550FXとして発売されたのはZ550B2。主な販売地域は、北米、欧州と日本。

### 750ccクラス

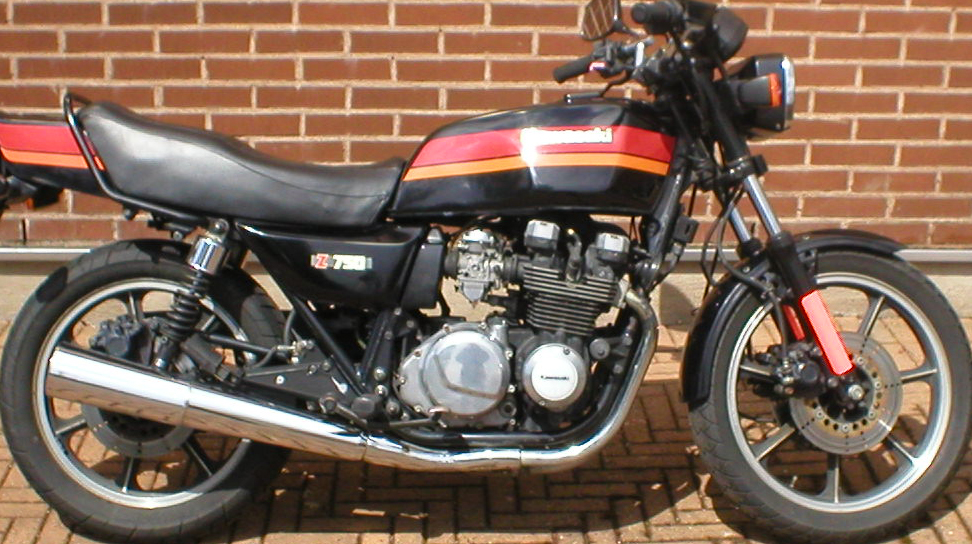
Z750FX-III（1984年式）輸出仕様

- Z750FX - 輸出専用モデルであるZ1000MarkIIと共通の車体デザインをもつ兄弟車種として、日本国内市場でのみ販売された。フレームはカワサキ・Z1000MarkIIの物を使わず先代モデルZ750FOURの物を継続使用。なお、2型・3型に相当する「FX-II」および「FX-III」とは、車名以外は共通点のない別車種である。

- Z750FX-II - Z750FXの後継機種として登場するが、車名のみ踏襲であり、実質的にはフルモデルチェンジに相当する別車種となる。Z650をベースに排気量を738ccに拡大したエンジンが搭載された。輸出用ではZ750E1からE3までのマイナーチェンジが行われたが、国内ではE2のみが「Z750FX-II」として販売された。

- Z750FX-III - 上記の仕様変更モデル（厳密には後継ではなく派生モデルであり併売されていた時期がある）。輸出用ではZ750L1からL4までのマイナーチェンジが行われたが、国内ではL1のみが「Z750FX-III」として販売された。

### 1000ccクラス

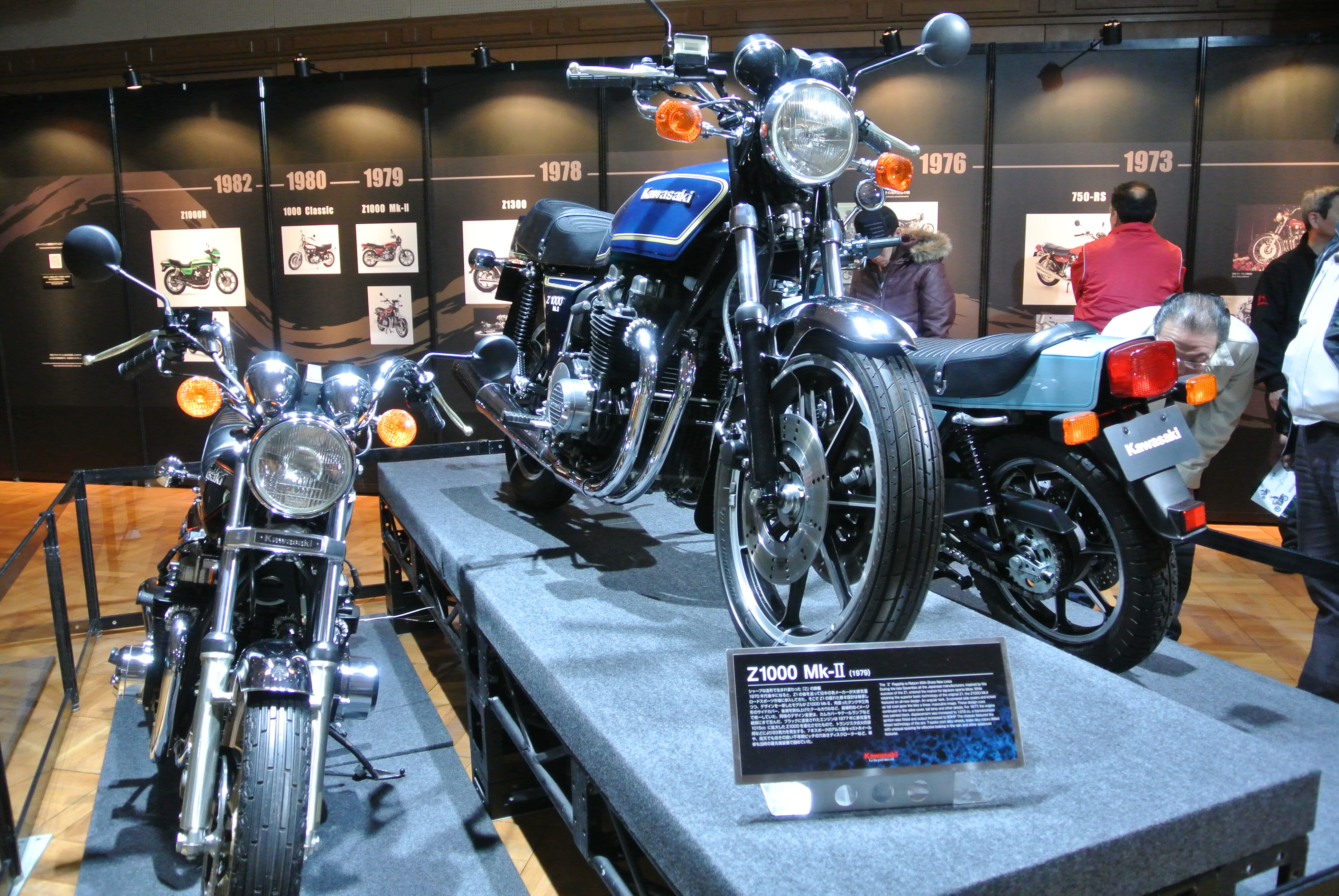
Z1000Mk-II

- Z1000MarkII - 日本国内専用モデルであるZ750FXと共通の車体デザインをもつ兄弟車種として、輸出専用仕様として販売された。Z1000Aの後継機種として登場するが、車名と車体デザインのみの変更であり、実質的にはマイナーチェンジに相当する。